# 布村昇
布村 昇（ぬのむら のぼる、1948年 - ）は、日本の動物学者。専門はワラジムシ目の分類学。
1948年富山市生まれ。京都大学大学院を修了。大阪市立自然史博物館の学芸員を経て、富山市科学文化センター（現・富山市科学博物館）学芸員。1998年富山市科学文化センター館長。2012年富山市売薬資料館館長。

## 著書
- 『ダンゴムシ』監修　集英社（2004年）
- 『だんごむし』監修　フレーベル館（2007年）
- 『土壌動物学への招待』金子信博ら共編　東海大学出版会（2007年）
- 『富山湾読本』藤井昭二・米原寛共監修　北日本新聞社（2012年）

## 参考
- 「とやま賞」受賞者名鑑
- 布村昇「45年間ワラジムシを研究して」『とやまと自然』、42巻3号、P.1-8、2019年　IRDB:03245/0004129366